# ماركو بوزيتش
ماركو بوزيتش (بالسلوفينية: Marko Božič)‏ هو لاعب كرة قدم سلوفيني في مركز الوسط، ولد في 7 فبراير 1984 في كوبر في سلوفينيا. شارك مع منتخب سلوفينيا تحت 19 سنة لكرة القدم ومنتخب سلوفينيا تحت 21 سنة لكرة القدم. أما مع النوادي، فقد لعب مع راد بيوغراد ونادي تريفيزو ونادي دومجاله ونادي كوبر.